# Jacques Maigne
Pour les articles homonymes, voir Maigne.
Jacques Maigne est un écrivain et journaliste français, né le 4 avril 1951 à Toulouse, et mort le 29 octobre 2020 à Nîmes.

## Biographie
Né le 4 avril 1951 à Toulouse, Jacques Maigne est diplômé du Centre de formation des journalistes de Paris en 1975.
S'étant installé à Nîmes en 1977, il fait ses débuts au Provençal, puis intègre la rédaction de Sud. Il est correspondant régional, puis envoyé au Proche-Orient par Libération (1986-1995). Il devient par la suite journaliste indépendant, et cofonde la revue In vino.
En 1985, il reçoit la Plume d'aigle de l'Association nationale des aficionados.
Il s'intéresse pêle-mêle à l'Amérique latine, la tauromachie, le rugby, la gastronomie, le flamenco, ou encore à la chanson populaire ; il a donné sur l'Espagne deux essais « remarqués ». Collaborateur de Tony Gatlif, il a réalisé une douzaine de documentaires pour Arte, notamment l'un basé sur un livre d'Antoine Blondin,. Il a aussi signé le texte d'albums illustrés.
Jacques Maigne meurt le 29 octobre 2020 à l’âge de 69 ans, des suites d’un cancer .

## Ouvrages
- Avec Jacques Durand, L'Habit de lumière, Paris, Ramsay, 1985  (ISBN 2-85956-410-1).
- Avec Jacques Durand, Guadalquivir : impressions de voyage, Paris, Seghers, 1990  (ISBN 2-232-10301-3).
- À côté des taureaux (photogr. Michel Dieuzaide), Castelnau-le-Lez, Climats, 1992  (ISBN 2-907563-52-1).
- Secrets de gardians (photogr. Gilles Martin-Raget), Arles, Actes Sud, 2002  (ISBN 2-7427-3981-5).
- Toros (photogr. Philippe Becquelin), Paris, Fitway, 2004  (ISBN 2-7528-0054-1).
- Avec Alain Bradfer, Guide des caves coopératives, Paris, Hachette, 2004  (ISBN 2-01-236838-7).
- Gardon, gardons, Vers-Pont-du-Gard, EPCC du Pont du Gard, 2004  (ISBN 2-9523110-0-5).
- 18, pompiers (photogr. Jean-Daniel Guillou, préf. Jacques Perrin), Paris, Arléa, 2005  (ISBN 2-86959-702-9).
- De garrigues en Costières : paysages de Nîmes métropole (photogr. Gilles Martin-Raget), Arles, Actes Sud, 2005  (ISBN 2-7427-5692-2).
- Avec Alain Montcouquiol et Pierre Imhasly, Claude Viallat : un bel été, Roch-la-Molière, Institut d'art contemporain, 2006  (ISBN 2-916373-05-5).
- Avec Kenneth White, Voir grand : panorama des grands sites, Arles, Actes Sud, 2007  (ISBN 978-2-7427-6750-2).
- Le Vin au fil de l'eau : les fleuves et leurs vignobles (photogr. Patrick Cronenberger), Genève, Aubanel, 2007  (ISBN 978-2-7006-0484-9).
- Dir. avec  Véronique Mure et Francis Zamponi, Site du pont du Gard : chroniques d'un aménagement, Paris, Somogy, 2008  (ISBN 978-2-7572-0068-1).
- Avec Claude Viallat, Conversations avec Claude Viallat : ponctuées par des textes de l'artiste (photogr. Derek Hudson), Nîmes, Atelier baie, 2009  (ISBN 978-2-9532546-2-4).
- Flamenco : en flammes, Nîmes, Atelier baie, 2009  (ISBN 978-2-9532546-3-1).
- Avec Alain Colombaud, Camargue plein ciel, Vauvert, Au diable Vauvert, 2013  (ISBN 978-2-84626-719-9).
- Portrait de Nîmes (préf. Norman Foster), Nîmes, Atelier baie, 2015  (ISBN 978-2-919208-34-0).
- Avec Jacques Durand, Flamenco, toros y olé : « ¡Arte, coño! », Nîmes, Atelier baie, 2015  (ISBN 978-2-919208-30-2).
- Vigne saga (photogr. Bruno Doan), Nîmes, Atelier baie, 2017  (ISBN 978-2-919208-45-6).